# 马头镇 (淮安市)
马头镇，原为码头镇，是中华人民共和国江苏省淮安市淮阴区下辖的一个行政建制镇。秦汉时，淮阴县的县城在马头镇境内。
2018年7月，撤销码头镇、吴城镇、凌桥乡，设立马头镇。以原码头镇、吴城镇、凌桥乡所辖区域为马头镇行政区域，马头镇人民政府驻旧县村委会境内，办公地址为明远西路366号。

## 行政区划
马头镇下辖以下地区：
码头社区、安澜社区、郑台村、张庄镇村、玉坝村、陶闸村、新河村、太山村、仲弓村和旧县村、吴城社区、城南村、城西村、淮泗村、堡工村、黄河村、河滩村、头庄村、利民村和三园村、凌桥村、许渡村、鑫联村、新堡村、豆办集村、三堡村、夏家湖村、双闸村、李庵村、毛湖村、泗河村和原种厂生活区。